# Isla Limítrofe
La isla Limítrofe o Limitrophe es una isla de la Antártida de forma oval de 0,5 millas de longitud. Está ubicada a 64°48′S 64°01′O / -64.800, -64.017 al este de la isla Christine y a 1 milla al sur de la isla Anvers, en el archipiélago Palmer. 
Debe su nombre al personal de la Base Palmer en 1972, porque la isla representaba el límite de operaciones normales de la base.

## Reclamaciones territoriales
Argentina incluye a la isla en el departamento Antártida Argentina dentro de la provincia de Tierra del Fuego, Antártida e Islas del Atlántico Sur; para Chile forma parte de la comuna Antártica de la provincia Antártica Chilena dentro de la Región de Magallanes y de la Antártica Chilena; y para el Reino Unido integra el Territorio Antártico Británico. Las tres reclamaciones están sujetas a los términos del Tratado Antártico.
Nomenclatura de los países reclamantes: 
- Argentina: ?
- Chile: ?
- Reino Unido: Limitrophe Island